# Лаура Різзотто
Лаура Різзотто (порт. Laura Rizzotto, латис. Laura Rizoto; *18 липня 1994, Ріо-де-Жанейро) — бразильська співачка латвійського походження, авторка пісень, піаністка та гітаристка.
Представник Латвії на пісенному конкурсі Євро бачення-2018 в Португалії з піснею «Funny Girl».

## Життєпис
Її батько походить з Латвії, а матір з Бразилії. Онучка Гербертса Цукурса
2005 року батьки емігрували до США. Вона закінчила у Бостоні музичний коледж, а 2017 завершила навчання у Колумбійському університеті.
Восени 2017 на національному відборі, за підсумками голосування членів журі та телеглядачів, обрана представником Латвії на міжнародному пісенному конкурсі «Євробачення 2018» у Португалії.